# Dieter Braun (Rennfahrer)

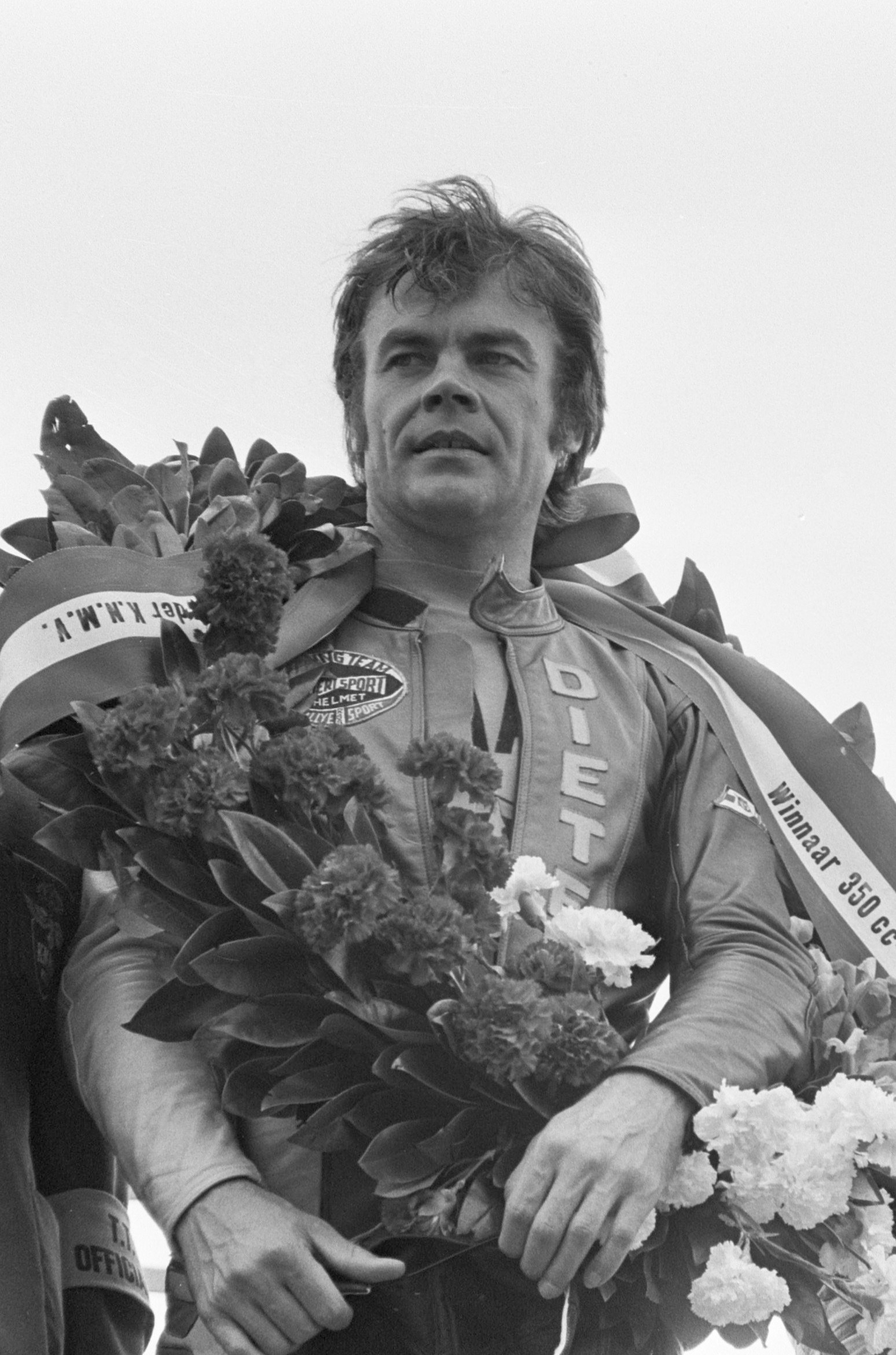
Dieter Braun 1975 nach seinem Sieg bei der Dutch TT

Dieter Braun (* 2. Februar 1943 in Ulm), von Beruf Kaufmann, ist ein ehemaliger deutscher Motorradrennfahrer.

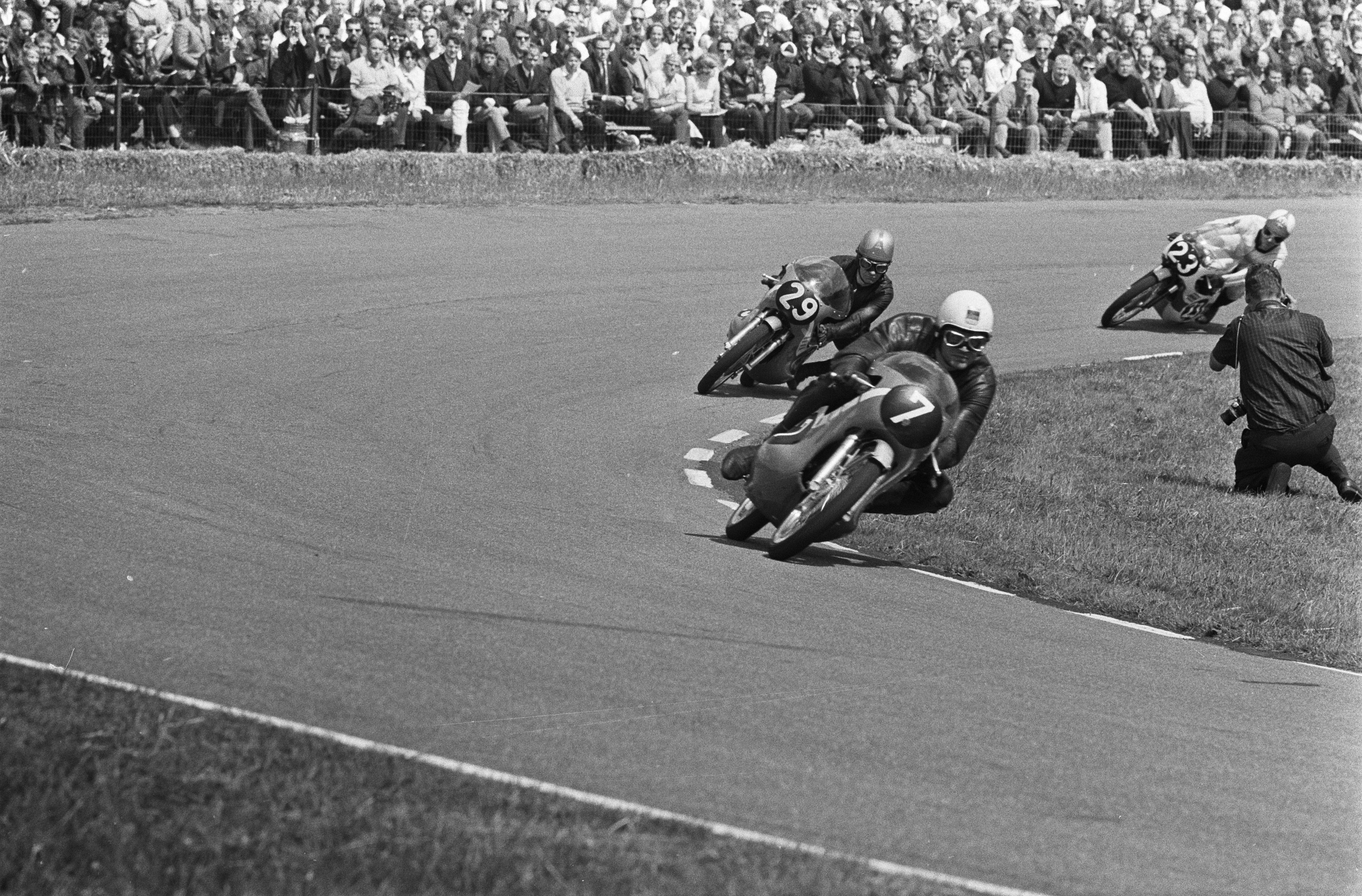
Dieter Braun (7) vor van Dongen (29) und Andersson (23) in der 125-cm³-Klasse (TT Assen, 1969)

## Karriere
Dieter Braun wuchs im baden-württembergischen Hermaringen auf. Die motorsportliche Laufbahn begann er als Helfer und bald darauf als Fahrer auf einer Maico im Motocross. Nachdem er regionaler Juniorenmeister geworden war, baute er 1965 die Cross-Maschine um und nahm erfolgreich an Straßenrennen teil. 1967 gewann er vor Karl Hoppe die Deutsche Meisterschaft in der Klasse bis 350 cm³. Diesen Erfolg wiederholte er 1968 und 1969 als Fahrer des Neckermann-Rennteams auf einer 125-cm³-MZ.
In seiner Karriere gewann er 14 Grands Prix und wurde 1970 auf Suzuki in der 125-cm³-Klasse und 1973 auf Yamaha in der 250-cm³-Klasse Motorradweltmeister.
Braun ging beim Großen Preis der DDR auf dem Sachsenring 1971 in die Geschichte ein. Die ostdeutschen Zuschauer bejubelten am 11. Juli 1971 seinen Sieg trotz „Ausfall“ der Lautsprecheranlage an den meisten Stellen der Strecke und begannen bei der Siegerehrung das Lied der Deutschen, die (west) deutsche Nationalhymne, mitzusingen. Als Reaktion darauf machte die DDR-Regierung die Veranstaltung in den Folgejahren zu einem Einladungsrennen, bei dem nur noch Fahrer aus sozialistischen Ländern an den Start gehen durften. 1972 fand der Grand Prix der DDR noch einmal statt, ab 1973 verschwand er vom WM-Kalender. Die offizielle Begründung hierfür waren fehlende Sicherheitsvorkehrungen und gestiegene Kosten.
Braun beendete seine Karriere nach einem schweren Unfall beim 350er-Rennen um den Großen Preis von Österreich auf dem Salzburgring 1977 34-jährig. Er stürzte, als die Strecke nach einer Kollision zwischen Franco Uncini und Johnny Cecotto voller Trümmerteile lag, und zog sich dabei eine ernste Augenverletzung zu.

## Erfolge
- 1967 – Deutscher 350-cm³-Meister auf Aermacchi
- 1968 – Deutscher 125-cm³-Meister auf MZ
- 1969 – Deutscher 125-cm³-Meister auf MZ
- 1969 – 125-cm³-Vizeweltmeister auf Suzuki
- 1970 – 125-cm³-Weltmeister auf Suzuki
- 1973 – Deutscher 250-cm³-Meister auf Yamaha
- 1973 – 250-cm³-Weltmeister auf Yamaha
- 1974 – Deutscher 350-cm³-Meister auf Yamaha
- 1974 – 250-cm³-Vizeweltmeister und 350-cm³-Vizeweltmeister auf Yamaha
- 1975 – 250-cm³-WM-Dritter auf Yamaha
- 14 Grand Prix-Siege
- 1 Isle of Man TT-Sieg